# Schell Creek Range
Der Schell Creek Range ist ein Gebirge im Osten von Nevada/USA. Es liegt zentral im White Pine County. Es erstreckt sich in nord-südlicher Richtung über ungefähr 212 km. Der größte Teil des Gebirges liegt im Humboldt-Toiyabe National Forest. Ein Teil des Gebirges liegt im Schutzgebiet der High Schells Wilderness.

## Geografie

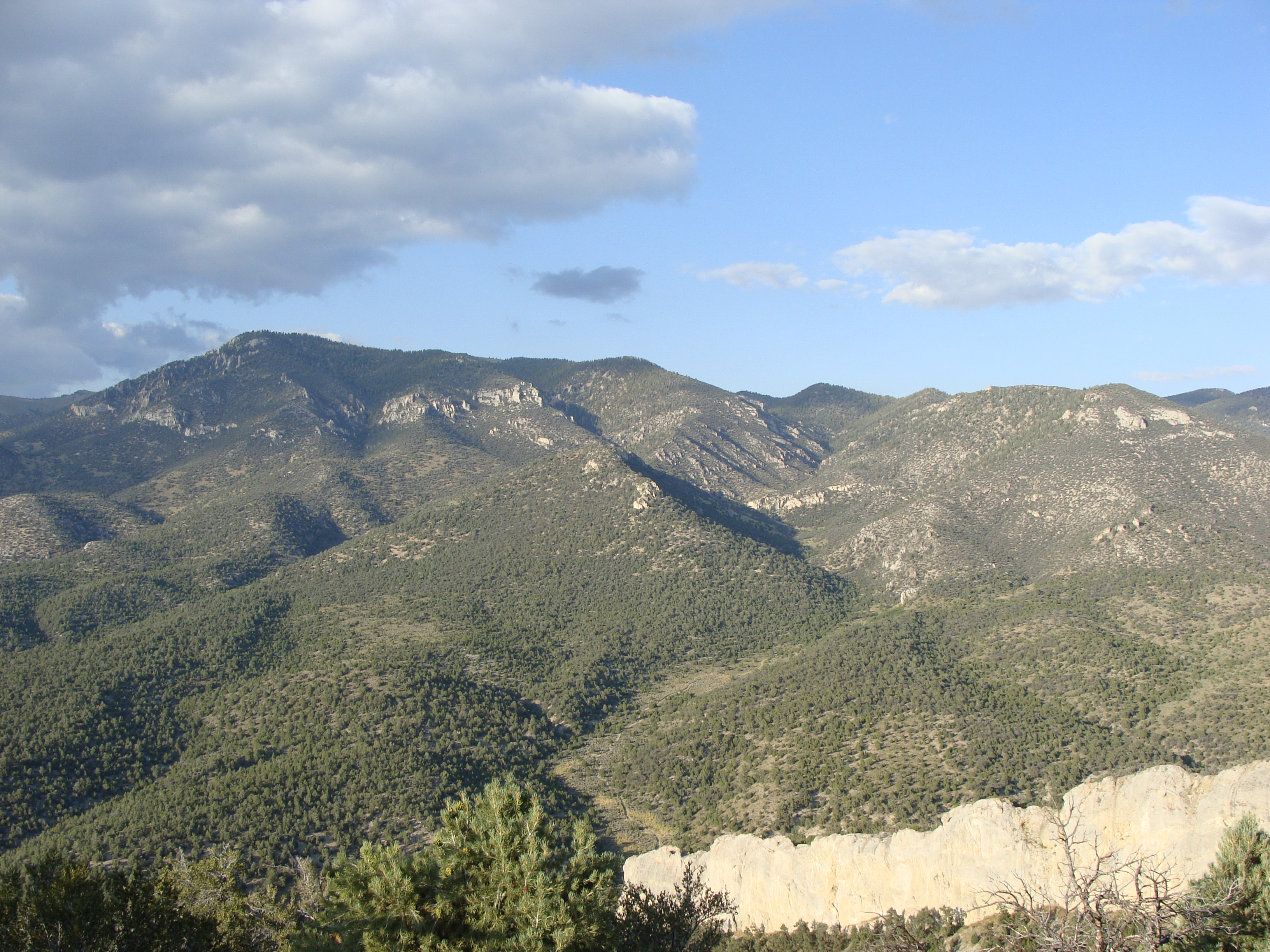
Blick auf die Schell Creek Range im Cave Lake State Park

Das Gebiet umfasst zwei große Gruppen von Gipfelregionen. Die südliche Region erhebt sich in der Nähe des Burnt Peak im Lincoln County und erreicht den Gipfel des Mount Grafton mit einer Höhe von 3350 m. Nördlich des Mount Grafton fällt das Gebirge schnell auf eine Höhe niedrigerer Gipfel und erreicht schließlich in einer Höhe von 2354 m den Convert Connors Pass. Hier verläuft die U.S. Route 50 durch das Gebirge. Sie verbindet die Stadt Ely mit dem Great Basin National Park. Östlich hiervon beginnt schließlich Utah.
Innerhalb der Schell Creek Range ist der Cave Lake State Park und die Panoramastraße über den Success Summit in das Duck Creek Basin. Der Kamm steigt weiter an und erreicht den South Schell Peak bei 3592 m, Taft Peak bei 3577 m und den North Schell Peak. Der North Schell Peak ist mit einer Höhe von 3622 m der höchste Gipfel der Schell Creek Range.

## Geologie
Das Schell Creek Range besteht vorwiegend aus Kalkstein, Sandstein, Konglomerat und Tuffstein. Die Altersbestimmungen der Sedimentgesteine weisen auf ein Alter von ca. 36 Millionen Jahre hin.

## Tier- und Pflanzenwelt
Die Gebirgsregion ist reich an Elchen, Maultierhirschen und Berglöwen. Sie finden in Wäldern bestehend aus Zitterpappeln, Douglasien, Weißtannen, Engelmann-Fichten und Kiefern einen hervorragenden Lebensraum. Steinadler nutzen die Aufwinde entlang des Kamms der Schell Creek Range. Auenwälder sind ein wichtiger Lebensraum für Fasane und viele andere Arten. Unzählige Bäche im gesamten Gebiet unterstützen Populationen von Regenbogen- und Bachforellen.

## Schutzgebiet
Der Kongress der Vereinigten Staaten hat im Jahr 2006 die High Schells Wilderness mit einer Fläche von insgesamt 492 km² zum Schutzgebiet erklärt. Das Schutzgebiet wird von U.S. Forest Service verwaltet. Das Schutzgebiet gehört zum National Wilderness Preservation System. Dieses umfasst mit 452.000 km² fast 4,5 % der Fläche der USA und enthält zur Zeit 803 Schutzgebiete.
Freizeitaktivitäten, wie Wandern, Klettern, Kajak und Kanu fahren, Rafting, Reiten, Vogelbeobachtung, astronomische Beobachtungen sind erlaubt. Motorisierte Aktivitäten sind hingegen verboten.

## Archäologie
In der Schell Creek Range finden sich innerhalb der High Schells Wilderness auch archäologischen Stätten. Es gibt hier Felsmalereien (Petroglyphen) und steinerne Artefakte prähistorischer Kulturen.